# Анджей Хцюк
Анджей Ян Хцюк (пол. Andrzej Jan Chciuk, англ. Andrew Soddell; 13 січня 1920, Дрогобич — 15 травня 1978, Мельбурн) — польський еміграційний письменник, поет, публіцист і журналіст. Брат Тадеуша Хцюка (Марека Цельта). Автор кількох романів і повістей, а також «дрогобицько-львівської» дилогії «Атлантида» (1969) і «Місяцева земля» (1972).

## Біографія
Анджей Хцюк народився 13 січня 1920 року в Дрогобичі. Його батьки, Марія, з дому Сьпєвак (1890—1956), і Міхал Хцюк (1874—1953), одружилися 1909 року. Невдовзі по шлюбі подружжя замешкало в селі Губичі під Бориславом. У 1912 році Хцюки перебралися до Дрогобича і купили невелику «реальність», тобто дім, на вулиці Польній, 8 (тепер вулиця Броніслава Козловського). Там і народився Анджей Ян Хцюк — шоста дитина у сім'ї. Окрім уже названих трьох братів і сестри: Антонія Маріяна Казімєжа (народився 1913 року), Владислава Войцєха (1915), Тадеуша Томаша (1916) та Станіслави Міхаліни (1910), — у Хцюків 1912 року народилася була ще одна донька, Яніна, проте вона померла, коли мала заледве кілька місяців.
Навчався у державній чоловічій гімназії ім. Короля Владислава II Ягайла, що містилася на вул. Сенкевича у Дрогобичі (нині — Дрогобицький державний педагогічний університет ім. Івана Франка). Цю гімназію, поміж іншими, закінчили Іван Франко (в роки його навчання називалась іменем цісаря Франца Йозефа І), Казімєж Вєжинський, співзасновник «Скамандра», а також Бруно Шульц, який після студій у Відні повернувся до рідного Дрогобича й обійняв посаду вчителя малювання у своїй гімназії. Анджей Хцюк був його учнем.
Восени 1938 року Анджей Хцюк розпочав навчання на правничому факультеті Університету Яна Казимира у Львові. Проте після першого року Анджей не склав одного іспиту, що розчарувало його в подальшому навчанні. Поза тим, невдовзі вибухнула війна. 24 вересня 1939 року до Дрогобича увійшла Червона армія. Анджей разом із братом Тадеушем і ще одним приятелем вирішили тікати через Угорщину на Захід. У кінці грудня, після кількох спроб, вони на лижах нелегально перетнули кордон. Далі було перебування в таборі для поляків в угорському місті Ньїредьгаза, потім переїзд до Будапешта, а далі до Франції, де Анджей вступив до Другої дивізії стрільців піхоти.
У листопаді 1941 року Анджей опинився в Тулузі, де, побіч польського консульства, розпочав діяльність польський осередок YMCA, з яким Хцюк почав співпрацювати як редактор і журналіст (зокрема разом з Анджеєм Бобковським редагував видання польського YMCA «Razem Młodzi Przyjaciele»). Потому, разом із осередком YMCA, перебрався до Ліона, а далі, вже після визволення французької столиці від нацистів, до Парижа.
На початку 1946 року, за підтримки YMCA, Анджей Хцюк здійснив три коротких подорожі до Німеччини. Він відвідав американську, французьку й англійську окупаційну зони. До совєтської, звісно, доступу для нього не було. Своїми спостереженнями, які назвав «Відлуння трьох окупацій», він поділився з читачами «Разом».
У жовтні 1951 року, переважно через розходження з польською еміграцією в Парижі, Анджей Хцюк виїхав до Австралії.
В Австралії Анджей Хцюк публікувався у польських еміграційних часописах та брав активну участь у громадському й культурному житті польської громади.
15 травня 1978 року Анджей Хцюк помер. Його поховано на цвинтарі «Некрополіс» у Мельбурні.

## Творчість

### Основні твори
- Smutny uśmiech (Париж, 1957) — нагорода паризької «Культури» за 1955 рік.
- Rejs do Smithton. Stary Ocean (Париж, 1960)
- Pamiętnik poetycki (Мельбурн, 1961)
- Atlantyda. Opowieść o Wielkim Księstwie Bałaku (Лондон, 1969) — нагорода лондонського тижневика «Wiadomości»
- Towarzysze z bezpieczeństwa. Powieść daj Boże historyczna (Лондон, 1970)
- Ziemia księżycowa. Druga opowieść o Wielkim Księstwie Bałaku (Лондон, 1972)
- Wizyta w Izraelu (Париж, 1972)
- Emigrancka opowieść (Лондон, 1975)
- Trzysta miesięcy (Торонто, 1983)

### Короткий огляд
Літературний дебют Анджея Хцюка припадає на роки навчання в дрогобицькій гімназії. Ним стала публікація у шкільному часописі «Молодь» («Młodzież»), який було закладено 1932 року. Емблему часопису розробив Бруно Шульц.
1938 року Анджей Хцюк долучився до редагування дрогобицького харцерського часопису «Волоцюга» («Włóczęga»), що мав підзаголовок: «Виходить, коли хоче».
У Франції Хцюк співпрацював із редакціями часописів «Wrócimy» і «Służba»; від 1944 року також редагував орган польського YMCA «Razem».
В Австралії Анджей Хцюк друкувався в еміграційних часописах: «Польський голос» («Głos Polski»), «Католицький тижневик» («Tygodnik Katolicki»), «Виднокола» («Widnokręgi»), «Польські новини» («Wiadomości Polskie»), де мав постійну рубрику «Дрібка солі» («Szczypta soli»), та інших.
Від 1957 року Анджей Хцюк співпрацює з паризькою «Культурою» Єжи Ґедройця, а від 1958 року — з лондонським часописом "Wiadomości", що його редагував Мечислав Ґридзевський. Зокрема, у Бібліотеці «Культури» вийшли Хцюкові оповідання «Сумний усміх» («Smutny uśmiech», 1957), «Рейс до Сміттона. Старий Океан» («Rejs do Smithton. Stary Ocean», 1960) та репортаж із подорожі до Ізраїлю («Wizyta w Izraelu», 1972). У Лондоні натомість з'явилися друком «дрогобицькі» збірки: «Атлантида» («Atlantyda», 1969) та «Місяцева Земля» («Ziemia Księżycowa», 1972).
У кінці 1961 року Хцюк розпочав подорож по Австралії, яку мав здійснити задля репортажів, збирання матеріалу для книжки про польську діаспору, а також щоб здобути нових передплатників для польської преси, передусім для часопису «Польські новини» («Wiadomości Polskie»), що виходив у Сиднеї, який, спільно з паризькою «Культурою» та іншими еміграційними виданнями, допоміг письменникові в організації подорожі. Результатом були щотижневі дописи в сиднейських «Wiadomościach Polskich» під назвою «Із мандрівок Хцюка» («Z wędrówek Chciuka»).
Письменник також зацікавлено реагував на непересічні події в житті української еміграції, чим, безсумнівно, став вихід 1959 року в Бібліотеці паризької «Культури» антології Юрія Лавріненка «Розстріляне відродження». Про це свідчить його рецензія, вміщена спершу в часописі «Wiadomości Polskie», а далі перекладена українською і надрукована в газеті «Українець в Австралії» (26 червня 1960 року).
До 25-ліття творчої діяльності Анджея Хцюка в Лондоні накладом Польської Культурної Фундації вийшла збірка його дрогобицьких спогадів «Атлантида». 6 червня 1970 року журі щорічної нагороди лондонських «Wiadomości» визнало її найвизначнішою книгою письменника польського походження, виданою на еміграції 1969 року.
1970 року у Лондоні вийшов Хцюків роман «Товариші з безпеки. Роман, дай Боже, історичний» («Towarzysze z bezpieczeństwa. Powieść, daj Boże, historyczna») про часи сталінізму в Польщі.
1972 року у Лондоні вийшла друга частина Хцюкової дилогії — «Місяцева земля». Як писав сам автор, «люди потребують таких книжок із сумним усміхом, аби на їх сторінках, як у дзеркалі, впізнати себе, щоб побачити свої тамтешні Дрогобичі, може, трішки прикрашені тугою, але й із цілковитою щирістю збережені в серці. Цей людський погляд на все є в житті найпотрібніший, особливо коли треба впорядкувати якісь справи, рахунки із землею, повною сліз і крові, любові та кривди».
У липні 1971 року, по двадцяти роках, Хцюк розпочав подорож по Європі. У Мюнхені зустрівся з братом Тадеушем та його родиною (востаннє вони бачилися 1951 року у Франції). Тадеуш Хцюк працював у польській редакції радіо «Вільна Европа» (був одним із її засновників). Серпень 1971 року Анджей Хцюк із дружиною провів в Ізраїлі, результатом чого стала книжка «Візит до Ізраїлю» («Wizyta w Izraelu»). 1972 року її видав Єжи Ґедройць у Парижі.
1975 року Польська Культурна Фундація в Лондоні видала наступний твір Анджея Хцюка — «Емігрантську повість» («Emigrancka opowieść»). За неї автор отримав відзнаку Спілки польських письменників на чужині як за найкращу книгу року. Як писав Хцюк, «еміграція — це жахливе всякання в інше життя, шизофренія, інший вимір і планета, це хвороба і піднесене служіння, протест і атрофія; у ній є все: і нудьга, і патос, і все заходить <…> нараз, у різних умовах і стилях, у різних моментах і тональностях».

#### Князівство Балаку
Особливе місце у спадщині письменника займає його «дрогобицька дилогія»: книжки «Атлантида» та «Місяцева земля». На їх сторінках розгортається «внутрішня» біографія письменника, тобто історія його пам'яті. Це розповідь про повернення до рідного дому, якого Хцюка назавжди було позбавлено, розповідь про втрачену вітчизну, про світ, який Історія прирекла на долю Атлантиди, і лише обов'язок пам'яті, вірна любов до тієї землі змушує його описувати її обриси, аби бодай якось затримати це «кляте людське забування».
«Повернення» до Дрогобича для Хцюка розпочалося з потреби розповісти про свого вчителя, чиї творчість і доля вже стали хрестоматійними — йдеться, звісно, про Бруна Шульца.
В обох «дрогобицьких» книжках образ Шульца залишається наскрізним, бо є для письменника немовби знаком-символом того, що сталося з «його» Дрогобичем, його людьми і з ним самим: в «Атлантиді» Шульцові присвячено розлогий спогад «Бруно Шульц зачарований і звичайний», дві розповіді про Вчителя — «Зачароване коло призначення» й «На розі Міцкевича і Чацького» — містить і «Місяцева Земля». Окрім згаданих, постать Шульца — згадкою, штришком, порівнянням — з'являється і в інших Хцюкових текстах. Письменник намагається немовби дати собі звіт зі спілкування з Вчителем, зрозуміти Шульців вплив на його власне формування і бачення мистецтва, а також відтворити обриси міста, в якому вони були учнем і вчителем.
Хцюків Дрогобич постає як мозаїка спогадів, що «спливають з пера» — тією говіркою, якою і досі послуговуються галичани. Тим-то підзаголовки обох книжок містять окреслення «Князівство Балаку» — саме так автор називає Галичину.
- «Пишучи цей мій щоденник із часів дозрівання — чистий як сльоза, як бурулька льоду, що звисає з даху бази на Заросляку в Чорногорі, поблискуючи на сонці в чудовий ясний день, прозорий як шклянка моцної польської сивухи, найліпшого ліку від хандри і смутку, — я не раз замислювався, в якому порядку перераховувати тих типів і типків, як виставити їх у якійсь ієрархії, як поєднати їхні долі в одну велику мозаїку величезного космосу життя маленького містечка, — і все не міг на щось зважитися. Хай, отже, вони покажуться вам на сцені цієї книжечки так, як спливають з пера: немає тут іншої композиції, ніж любов і зворушення, ніж правда спомину, який водночас болить і тішить, і керується своїм правом пам'яті, яка все трішки прикрашає, але й розуміє все щораз ліпше». (Анджей Хцюк)

- «Мого Дрогобича вже немає. Він живе лишень у спогаді і сердечному зворушенні, у піднесенні та вознесенні споминів. Слова „туга“ свідомо уникаю, бо вся наша література роками зловживала і зловживає цим тоном <…> Зрозуміло, еміґрант повинен тужити за Польщею, але у її теперішніх кордонах…» (Анджей Хцюк)

У 2011 році київське видавництво «Критика» видало український переклад «дрогобицьких» книжок Анджея Хцюка: «Атлантиди» та «Місяцевої землі» [Архівовано 16 жовтня 2012 у Wayback Machine.].
У 2014 році, за версією Інтернет-видання «Drohobyczer Zeitung», дилогія Анджея Хцюка «Атлантида» і «Місяцева Земля» (в перекладі Наталки Римської) входить в Топ-5 популярних книг про Дрогобич.

## Твори
- Анджей Хцюк. Атлантида: Розповідь про Велике Князівство Балаку. Місяцева земля: Друга розповідь про Велике Князівство Балаку / Переклад з польської, примітки та переднє слово Наталки Римської. — Київ: Критика, 2011 [Архівовано 24 червня 2019 у Wayback Machine.]
- Анджей Хцюк. «Сьліпі на матчі не ходіт» (переклад Наталки Римської) [Архівовано 4 жовтня 2013 у Wayback Machine.]
- Анджей Хцюк. Хаїмик (переклад Наталки Римської) [Архівовано 18 вересня 2016 у Wayback Machine.]
- Анджей Хцюк. Бруно Шульц — зачарований і звичайний [Архівовано 25 березня 2013 у Wayback Machine.]